# This Is It
This Is It bylo plánované koncertní turné amerického zpěváka Michaela Jacksona. Mělo jít o jeho rozsáhlý comeback po 12 letech od jeho posledního turné HIStory. V rámci turné měl od 13. července 2009 do 6. března 2010 odehrát v londýnské O2 Areně ve dvou sériích (červenec–září 2009, leden–březen 2010) celkem 50 koncertů. Napřed bylo oznámeno deset vystoupení, ale kvůli obrovskému zájmu a okamžitému vyprodání byli pořadatelé nuceni zvýšit jejich počet o dalších 40.
Vzhledem k Jacksonově smrti 25. června 2009, tedy asi tři týdny před zahájením koncertní šňůry, muselo být připravované turné zrušeno. Ze záběrů ze zkoušek koncertů byl vytvořen film This Is It.

## Setlist
1. Opening
2. Wanna Be Startin' Somethin'
3. Jam
4. They Don't Care About Us
5. Human Nature
6. Smooth Criminal
7. The Way You Make Me Feel
8. Jackson 5 Medley - I Want You Back/The Love You Save/I'll Be There
9. Rock with You
10. I Just Can't Stop Loving You
11. Dangerous
12. Black or White
13. Dirty Diana
14. Beat It
15. Thriller
16. Earth Song
17. We Are the World/Heal the World
18. You Are Not Alone
19. Billie Jean
20. Will You Be There
21. Man in the Mirror

## Obsazení
- Michael Jackson – zpěv, tanec, choreografie
- Orianthi Panagaris – kytara
- Tommy Organ – kytara
- Alex Al – baskytara
- Jonathan "Sugarfoot" Moffett – bicí
- Michael Bearden – klávesy, hudební režie
- Morris Pleasure – klávesy
- Bashiri Johnson – bicí
- Dorian Holley – zpěv, režie zpěvu
- Judith Hill – zpěv
- Darryl Phinnessee – zpěv
- Ken Stacey – zpěv
- Tanečníci
  - Michael Jackson, Daniel Yao, Nicholas Basir, Daniel Celebre (a.k.a. Da FunkyMystic), Mekia Cox, Chris Grant (a.k.a. Kriyss Grant), Misha Gabriel, Shannon Holtzapffel, Devin Jamieson, Charles Klapow, Ricardo Reid (a.k.a. Dres Reid), Danielle Rueda Watts, Tyne Stecklein, Timor Steffens (a.k.a. Timor Dance)
- Produkce a ostatní personál
  - Kenny Ortega – režie show
  - Alif Sankey – produkce
  - Michael Cotten – design
  - Michael Curry – design
  - Michael Jackson & Travis Payne – choreografie
  - Stacy Walker – asistent choreografie
  - Tony Testa – asistent choreografie
  - Patrick Woodroffe – osvětlení
  - David Elsewhere – trenér tance
  - Shahzad Perez – speciality act
  - Gregg Smith – casting
  - Karen Faye Heinze – make-up a styling
  - Zaldy Goco – hlavní designér kostýmů
  - Michael Bush – kostýmy
  - Dennis Thompkins – kostýmy
  - AEG Live – propagace
  - Dave Polich – syntezátory